# Дальние страны (фильм)
«Дальние страны» — советский чёрно-белый художественный приключенческий фильм 1964 года, снятый Марией Фёдоровой по мотивам одноимённой повести Аркадия Гайдара. Производство Центральной киностудии детских и юношеских фильмов им. М. Горького.
Премьера состоялась 20 апреля 1965 года. Фильм посмотрели 5,2 млн зрителей.

## Сюжет
Полковник Советской Армии приезжает в места своей юности и вспоминает то далёкое время, когда он был еще просто Петькой. Вместе с другом Васькой они играли в заснеженном лесу, фантазируя о поездах в дальние страны. В детстве Петька и Васька ходили к бывшему фронтовику Ивану Нефёдычу учиться грамоте. Однажды им рассказали о герое Гражданской войны, Егоре Михайлове, который приехал в соседнее село организовывать колхоз.
По ходу событий Петька и Васька сталкиваются с различными трудностями и ошибками, в которых им приходится разбираться. Петька даже становится свидетелем смерти Егора, чью фуражку находит то в лесу. Среди крестьян проходит слух, что Егор сбежал с общественными деньгами, но позже выясняется, что это не так.

## Роли исполняют
- Костя Захаров — Васька (главная роль)
- Саша Гуров — Петька (главная роль)
- Серёжа Павлихин — Серёжка
- Ира Гомозова — Верка
- Лена Толгская — Машка
- Андрюша Пронин — Пашка
- Николай Смирнов — Иван Нефёдыч
- Владимир Фролов — Егор Михайлов
- Вячеслав Подвиг — Ефим Игошкин
- Людмила Гнилова — Ленка
- Мария Кремнёва — мать Васьки
- Николай Романов — Серафим
- Виктор Маркин — Леонид, геолог
- Владимир Прокофьев — Геннадий, геолог
- Константин Максимов — Данилов
- Анатолий Кубацкий — Петунин
- Вадим Захарченко — Ермолай
- М. Синицын — Евстигней
- Борис Кордунов — полковник
- Андрюша Загорский — маленький Васька
- Марина Гаврилко — Петунина
- Зоя Толбузина — колхозница
- В. Кудрявцев — эпизод
- М. Каратаев — эпизод
- Геннадий Петров — эпизод
- Варвара Попова — Клавдия, жена Серафима
- Т. Попова — эпизод
- Е. Репина — эпизод
- Манефа Соболевская — Анастасия
- Витя Сальников — эпизод
- Николай Юдин — старый колхозник

## Съёмочная группа
- Режиссёр: Мария Фёдорова
- Автор сценария: Борис Медовой
- Оператор: Грайр Гарибян
- Художник-постановщик: Пётр Галаджев
- Композитор: Эмилий Захаров
- Звукорежиссёр: Вартан Ерамишев
- Монтажёр: Ольга Катушева

## Съёмки
Съёмки велись в Нытве.